# プリアネッロ
プリアネッロ（イタリア語: Puglianello）は、イタリア共和国カンパニア州ベネヴェント県にある、人口約1,300人の基礎自治体（コムーネ）。

## 地理

### 位置・広がり
ベネヴェント県のコムーネ。県都ベネヴェントから西北西へ30kmの距離にある。

#### 隣接コムーネ
隣接するコムーネは以下の通り。括弧内のCEはカゼルタ県所属を示す。
- アモロージ
- ファイッキオ
- ルヴィアーノ (CE)
- サン・サルヴァトーレ・テレジーノ